# I. program
I. program byla televizní stanice Československé televize, která vysílala v letech 1953–1990. V září 1990 ji nahradila stanice F1.

## Historie
Veřejné televizní vysílání v Československu zahájil Československý rozhlas dne 1. května 1953, od roku 1957 jej zajišťovala Československá televize. Veškerý program byl v té době vysílán na jediné bezejmenné stanici. Informaci o plánovaném zřízení druhého televizního kanálu zveřejnilo federální ministerstvo pošt a telekomunikací v květnu 1969. K jeho spuštění došlo 10. května 1970. Původní stanice, nově I. program, byla od té doby koncipována jako mainstreamová. Barevné vysílání I. programu bylo zahájeno 9. května 1975, tedy dva roky po II. programu. V té době byl I. program dostupný na 94,5 % území státu, roku 1980 to bylo 95 % rozlohy Československa.
Po sametové revoluci v roce 1989 proběhly ve stanicích ČST změny. Původní I. program ukončil své vysílání 2. září 1990 a od následujícího dne ho nahradila celostátní federální stanice F1.